# 寺井純司

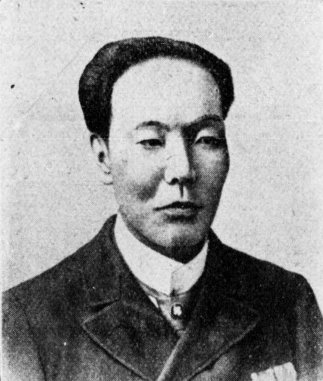
寺井純司

寺井 純司（てらい じゅんじ、1850年6月18日（嘉永3年5月9日）- 1917年（大正6年）11月17日）は、明治期の政治家。勲四等。

## 経歴
弘前藩士の子。藩校「稽古館」で国学漢学を修めたのち、藩命により箱館でロシア語を学び、1869年（明治2年）慶應義塾で政治学法律学を修める。南部盛岡藩征討、箱館の乱、賊徒追討で軍功を挙げ藩主より金百を賜る。
教育面では弘前英漢学校一等教授兼幹事、小学校教員、同校長、学務委員となる。政治面では土手町会議員、同学区会議員、郡町村連合会議員、同副議長、青森県会議員、同副議長、議長などとなる。皇典研究所委員、高等学校設置委員を務め1902年（明治35年）衆議院議員となる。
また、代言人の業務に従事し、陸奥日報を創刊し、その社長となり、印刷所を経営した。